# Hôtel du gouvernement espagnol
L’hôtel du gouvernement espagnol (en néerlandais Spaans Gouvernement) est un bâtiment historique sur le Vrijthof à Maastricht. Il s'agit probablement de la plus ancienne maison préservée de Maastricht. Après quelques travaux de restauration, le bâtiment est devenu un musée : le musée au Vrijthof.

## Moyen Âge: laPrima Portaet Cour du gouvernement brabançon
La propriété, Prima Porta, bénéficiait alors de l'immunité du chapitre de Saint-Servais et était le logement du chanoine. Il s'agit du premier bâtiment de la ville à avoir bénéficié de l'immunité de l’église Saint-Servais, d'où le nom de Prima POrta qui lui fut donné.
La première mention du bâtiment date de 1333, quand un chanoine de Saint-Servais d'église le remit au duc Jean III de Brabant. En 1397, la duchesse Jeanne de Brabant redonna la maison au chapitre, tout en conservant le droit d'y rester lors de ses séjours à Maastricht. En 1506, Charles de Gand, le futur empereur Charles Quint, a hérité du titre de duc de Brabant, alors qu'il est devenu plus tard roi d'Espagne. 
Elle prend alors le nom de Hof van Brabant du Brabants Gouvernement (Cour du gouvernement brabançon), cependant, le nom d'hôtel du gouvernement espagnol (Spaans Gouvernement) commence à apparaître.

## XVIesiècle: séjour des souverains
Entre 1519 et 1550, Charles Quint et Philippe II ont séjourné plusieurs fois dans le gouvernement espagnol. Au cours de cette période, la maison fut reconstruite et agrandie. Sur la façade du Vrijthof, de fines fenêtres gothiques en pierre bleue ont été ajoutés et du côté cour, une colonnade de style Renaissance liégeoise a été construite. Ce dernier n'est pas sans rappeler le style de la cour d'honneur du palais des princes-évêques de Liège.
Les trois fenêtres gothiques à l'avant sont décorées avec des symboles gravés et le blason de Charles Quint. La fenêtre du milieu présente l'aigle des Habsbourg. Les deux fenêtres extérieures représentent les colonnes d'Hercule, entourées par une bande portant la devise « PLUS OULTRE » (lat. « plus loin »). Les fenêtres de style gothique tardif ont probablement été faite en 1520 en l'honneur de la Joyeuse Entrée de Charles Quint, ou en 1550 lors de la Joyeuse Entrée de Philippe II.
Les arcades liégeoises et les médaillons datent de 1545 et rappelle la visite de Charles et de sa sœur Marie de Hongrie. De 1567 à 1616, le gouverneur militaire logeait dans l'hôtel du gouvernement espagnol. En 1580, c'est ici que le général espagnol Alexandre Farnèse, duc de Parme, a probablement signé la mise au ban de Guillaume le Taciturne], chef de la rébellion qui a abouti la Guerre de Quatre-Vingts Ans.

## XVIIesiècle: le retour des chanoines
Au XVIIe siècle, les chanoines semblent avoir de nouveau acquis la propriété de la maison. Sur le côté gauche du bâtiment, le cadre des fenêtres présente les caractéristiques de la renaissance mosane. Cette section était, auparavant, en bois travaillé. Sur un dessin de Valentijn Klotz daté du XVIIe siècle (1670), l'état d'origine est visible.

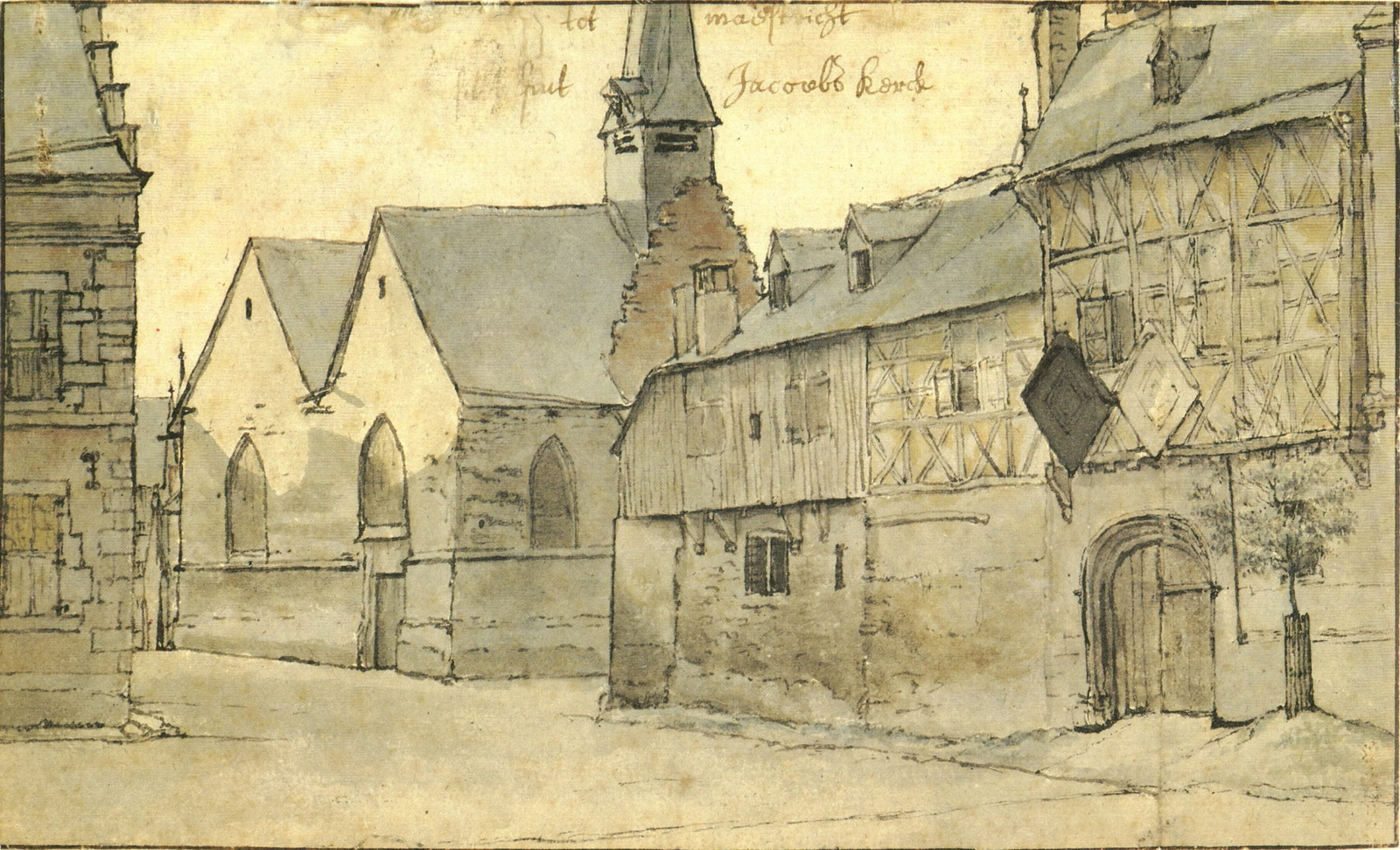
L'hôtel du gouvernement est à droite (dessin de Valentijn Klotz).

## XVIIIeetXIXesiècles
Aux XVIIIe et XIXe siècles, d'importants changements eurent lieu afin que le bâtiment puisse servir de résidence au gouverneur militaire. L'intérieur (y compris les cheminées et les escaliers) a été rénové selon les plans de Mathias Soiron. Au rez-de-chaussée, la grande porte a été supprimée et des fenêtres ont été ajoutées. Par ailleurs, les mêmes fenêtres ont été ajoutées à la partie du bâtiment à l'angle du Vrijthof-Sint-Jacobstraat-Papenstraat. La propriété à l'arrière du gouvernement espagnol, situé Papenstraat 2, qui faisait partie de la Prima Porta, est devenue indépendante. À la fin du XVIIIe siècle y vivaient l’imprimeur et éditeur français Jean-Edmé Dufour. Les premières traductions en français des œuvres de Johann Wolfgang von Goethe ont été imprimées ici et étaient envoyé, ainsi que d'autres livres interdits en France, à Strasbourg puis à Paris. Le gouvernement espagnol lui-même, après la levée du chapitre de Saint-Servais en 1797, fut vendu. À partir de 1870, différentes institutions bancaires l'occupent.

## XXesiècle
En 1913, le bâtiment a été vendu aux enchères publiques. Une partie de l'immeuble (à l'angle du Vrijthof-Sint-Jacobstraat-Papestraat) a été démolie en 1923 et remplacée par une annexe de la Banque des Pays-Bas. Le reste du bâtiment fut sauvé de la destruction par Victor de Stuers qui l'a restauré et qui en fit don à la ville de Maastricht afin qu'elle y installe le musée de la ville. Pendant la Seconde Guerre mondiale, la branche maastrichtoise de la Chambre de la culture néerlandaise y fut établie établie puis le Bureau du logement de la ville de Maastricht.
Dans les années 1970, le bâtiment a été restauré par l'architecte Jean Huysmans. L'arcade de pilier à l'arrière a été partiellement dégagée à cette occasion. Dans le jardin, un pavillon moderne a été construit pour abriter les lambris précieux de l'ancien hôtel particulier de la famille Vilain XIIII (Huis Vilain XIIII).
Depuis 1973, le bâtiment abrite le Musée du gouvernement espagnol (aujourd'hui appelé Musée au Vrijthof).

## XXIesiècle
De 2010 à 2012, le bâtiment a de nouveau été restauré et agrandi. La propriété situé Papenstraat 2 a été rattaché à l'hôtel du gouvernement espagnol et un toit transparent a été ajouté pour couvrir la cour centrale. Le mur de verre derrière les arcades renaissances a été supprimé et la cour est devenu le café et l'espace d'exposition du musée. Sur le site de l'ancien pavillon, une salle surélevée a été construite, appeler la « salle TEFAF ». Elle est reliée par des passerelles de verre aux étages supérieurs des bâtiments situés au Vrijthof 16 et Papestraat 2.